# Richard Kapelwa Kabajani
Richard Kapelwa Kabajani (1943 - 17 de mayo de 2007) fue un activista, militante, diplomático y político  namibio. Kabajani fue comandante militar de la  SWAPO durante la  Guerra de Independencia de Namibia y después de la independencia sirvió como ministro en el gobierno de Namibia.

## Biografía
Kabajani nació en la  región de Caprivi, en el pueblo de Ivilivinzi, a 117 km de Katima Mulilo. Asistió a la escuela en Botsuana de 1955 a 1964. Durante su estancia en Botsuana, asistió a la «Escuela Primaria de Ngoma» y a la «Escuela de la Misión Mulumba» y en los últimos años desarrolló un interés por la política. Fue compañero de clase del futuro combatiente del Ejército Popular de Liberación de Namibia, brazo armado del SWAPO Greenwell Matongo y del futuro gobernante tradicional del pueblo mafwe Mamili Boniface Bebi.
En 1964, Kabajani se unió a la SWAPO y fue enviado a Rodesia del Norte, (Zambia) y a Mbeya, Tanzania, para recibir entrenamiento militar. Durante la Guerra de la Independencia, el nativo de Caprivi fue uno de los primeros combatientes en enfrentarse a las Fuerzas de Defensa de Sudáfrica en la región nororiental de Caprivi. En 1986, se convirtió en asistente especial del líder de la SWAPO y futuro Presidente Sam Nujoma. Durante el período previo a la independencia de Namibia, Kabajani fue elegido para la  Asamblea Constituyente de Namibia, que redactó la Constitución de Namibia.
También fue elegido por la SWAPO para formar parte de la primera (1990-1995) y segunda Asamblea Nacional de Namibia, donde fue Ministro de Obras Públicas, Transporte y Comunicaciones de 1990 a 1995, y Ministro de Juventud y Deportes de 1995 a 2000. De 2000 a 2004, fue embajador de Namibia en Cuba. Kabajani se jubiló en 2004 y murió de una insuficiencia cardíaca el 17 de mayo de 2007 en el Hospital Estatal de Katima Mulilo. Fue enterrado en el monumento nacional  Acre de los Héroes a las afueras de Windhoek.